# Джексонские прерии
Джексонские прерии (англ. Jackson prairies) — степной регион площадью 611 200 акров (247 300 га) или около 250 кв. км. Представляет собой лугопастбищные угодья умеренного типа, которые сохраняются в условиях субтропического климата срединной части штата Миссисипи. Местами сплошная линия прерий прерывается участками вклинивающихся лесов. Джексонские прерии находятся в положении экологической дизъюнкции по отношению к более значительной полосе так называемых Чёрных прерий, которые тянутся более широкой полосой параллельно Джексонским, в 80-120 км к северо-востоку от последних.

## Описание
Джексконские прерии тянутся узкой полосой по диагонали в срединной части штата в направлении с северо-запада на юго-восток от Лёссовых холмов на западе до границы штата Алабама на востоке. Длина региона 280 км, средняя ширина полосы прерий, как правило, варьирует в пределах 10-30 миль (16-48 километров), в самой широкой части достигая 40 миль (64 км). Местами сплошная линия прерий прерывается участками вклинивающихся лесов. Наиболее хорошо сохранились те части прерий, которые включил в свою территорию Национальной парк Бьенвилль. С севера к прериям подступают поросшие густым лесов Северо-центральные холмы. На юге прерии ограничивают так называемые Сосновые холмы. Контраст между щелочными почвами Джексонских степей и кислыми почвами окружающих лесов является причиной резкого разграничения флоры в каждом регионе. В западной части прерий почвы сложены коричневые лёссовидными суглинками над известковой глины. В холмистой части прерий доминируют глины, покрытые красным и желтым песком из эпохи плиоцена. Лежащая в основе степей глина то сжимается, то резко расширяется в зависимости от объема поступающей дождевой воды. Каждый такой цикл добавляет бугры и впадины с течением времени. Прерии также сильно зависят от периодических лесных пожаров, которые ограничивают процесс зарастания прерии окружающими лесами. Поскольку почвы и климата этого экорегиона идеально подходит для ведения фермерского хозяйства, большинство прерий было распахано и отведено под жилое строительство Джексонской агломерации (Брендон, Флоренс). На охраняемых участках встречаются такие виды как белый перепел (Colinus virginianus), восточная дикая индейка (Meleagris gallopavo silvestris) и различные певчие птицы.